# 김신우 (성우)
김신우(1988년 12월 1일 ~ )는 대한민국의 성우로, 2015년 투니보이스 성우극회 9기 공채 성우로 입사했다.

## 주요 출연작품

### 애니메이션
- 12세. ~작은 가슴의 두근거림~ - 나태양, 최창호
- 겁쟁이 다람쥐 토토리 - 필모어
- 네모바지 스폰지밥 시즌 12 - 비니, 각종 단역
- 단순명랑 아메바 스퀴시 - 팟
- 달콤달콤 & 짜릿짜릿 - 이누즈카 코헤이
- 드래곤볼 부활의 F - 타고마
- 레고 히든사이드 - 유령
- 레인보우 루비 - 하모니 아빠
- 로보즈나 - 슬릭
- 마계학교! 이루마군 - 키리요, 앙리
- 메탈카드봇S 강철의 귀환(EBS) - 스파크비트
- 명탐정 코난 - 허준혁 집사
- 바이올렛 에버가든 - 토비
- 바쿠간 배틀 바쿠기어 - 에이든
- 베스티언즈 - 알몬
- 베이블레이드 버스트 시리즈
  - 베이블레이드 버스트 - 심판, 싱키
  - 베이블레이드 버스트 갓 - 해인, 블랙아이, 갓 발키리 외
  - 베이블레이드 버스트 초제트 - 수오, 정진
  - 베이블레이드 버스트 GT - 무초
- 안녕! 보노보노 - 산비버, 오르
- 보루토 (투니버스) - 미츠키
- 봉쥬르 사랑맛 파티스리 - 각종 단역
- 브레드 이발소 4:베이커리 빵 스타즈 - 롤보이
- 헬로카봇 - 꾸질꾸질
- 블랙 클로버 - 헨리 레고랜드, 핀랄 아빠
- 블루 록 - 이토시 사에, 아류 쥬베에
- 뿌까 - 창
- 사이드킥 - 트레버 트러블미어
- 시간여행자 루크 - 조연
- 신비아파트시리즈
  - 신비아파트: 고스트볼의 비밀 (투니버스) - 담임 선생님, 치돈귀(승객들 중 일부), 호문쿨루스, 골묘귀, 림 샤이코스 외 각종 단역
  - 신비아파트: 고스트볼X의 탄생 (투니버스) - 혈안귀, 슬렌더맨
  - 신비아파트 고스트볼 더블X (투니버스) - 벽슬렌더, 희순
  - 신비아파트: 금빛 도깨비와 비밀의 동굴 - 조람귀
  - 세상에 나쁜 악귀는 없다 - 에반
- 아싸써커스 - 로널드, 페니
- 아이엠스타! - 리사 아빠
- 안녕 자두야 시즌3(SBS)
- 어그레츠코 : 회사는 열바다 - 코미야 계장, 아나이, 여우철
- 유희왕 SEVENS - 고양이탈 슈뢰딩거
- 요괴워치 - 쾌청남, 멍모자, 꿀꺽죠스 등
- 요괴워치 섀도사이드 - 뱀왕 카이라
- 안녕 자두야 (SBS, 투니버스)
- 원피스 - 캐버디 / 이나즈마
- 유레카! 발명왕 키트 - 제트 울프
- 일하는 세포 - 세레우스 균
- 잊혀진 황녀는 평화롭게 살고 싶어 - 카자르
- 장송의 프리렌 - 슈타르크, 부르그
- 조이드 와일드 제로 (대원방송) - 반, 디아스의 아버지
- 쥬라기 월드: 백악기 어드벤처 - 대니얼 콘
- 쥬라기 월드: 카오스 이론 - 대니얼 콘, 브랜든, 모, 젠슨
- 짱구는 못말려 - 꽃미남 청소부, 설하남 외 단역 다수
- 카드캡터 체리 클리어카드 (투니버스) - 유나 D. 카이트
- 파파독 시리즈 - 박보석 외 각종 단역[]
- 포켓몬스터: 리코와 로드의 모험 (투니버스) - 스피넬
- 하이큐!! - 나카시마 타케루
- CLANNAD (미라지 블루레이판)
- Free! 시리즈
  - Free! - 타치바나 마코토
  - Free! -Eternal Summer- - 타치바나 마코토 외 각종 단역
  - Free! -Dive to the Future- - 타치바나 마코토, 알베르트 워란데르

### 애니메이션 극장판 시리즈
- 명탐정 코난: 감벽의 관 - 강지승
- 명탐정 코난: 진홍의 연가 - 이오리 무가
- 명탐정 코난: 100만 달러의 오릉성 - 이오리 무가
- 짱구는 못말려 극장판: 습격!! 외계인 덩덩이 - 건담
- 짱구는 못말려 극장판: 수수께끼! 꽃피는 천하떡잎학교 - 반항기
- 극장판 요괴워치: 탄생의 비밀이다냥! - 꿀꺽죠스
- 극장판 요괴워치: 염라대왕과 5개의 이야기다냥! - 상우 아빠
- 극장판 요괴워치: 하늘을 나는 고래와 더블세계다냥! - 어부
- 극장판 요괴워치: 섀도우 사이드 도깨비 왕의 부활 - 카이라
- 극장판 요괴워치: FOREVER FRIENDS - 흑까마귀 풍술사
- 시간을 달리는 소녀 (애니메이션) - 타카세 소지로(VOD)
- 스즈메의 문단속
- 썸머 워즈 - 진노우치 리이치 외(재더빙판)

### 게임
- 걸스크라운 - 레더포든
- 그랜드체이스 for kakao - 테베스, 베리, 나루시
- 꿈왕국과 잠자는 100명의 왕자님 - 섬여랑
- 길티기어 - 스트라이브 -  - 대럴
- 디스라이트 - 임사
- 디아블로4
- 더 램지(The Ramsey) - 맥스
- 데스티니 차일드 - 아벨, 티폰
- 로드오브다이스 - 라이즈
- 로스트아크 - 에스, 오스피어, 바스키아
- 루티에 사가 - 에단, 칼릭스
- 리그 오브 레전드 - 흐웨이
- 린: 더 라이트브링어
- 림버스 컴퍼니 - 홍루
- 미스트오버 - 히로마사(음양사)
- 메이플스토리 - 윈드브레이커
- 메이플스토리2 - 댄스댄스스탑디제이, 브라보, 벨제부
- 명일방주 - 코로세럼, 테킬라
- 명조: 워더링 웨이브 - 남성 방랑자
- 발로란트 - 게코
- 블랙서바이벌 - 요한, 펠릭스
  - 이터널 리턴 - 요한, 펠릭스
- 블루 프로토콜 - 커베인
- 빌딩앤파이터 - B
- 사이버펑크 2077
- 사이버펑크 2077: 팬텀 리버티 - 아이메릭 카셀
- 삼국올스타 - 여몽, 감녕
- 섀도우버스 - 날개 달린 왕자,알렉산더,언데드의 군주
- 식물어 - 양로파모, 도화죽, 귀성마라불닭
- 에픽세븐 - 랑발드
- 연극반 스캔들 - 한재이
- 일곱 개의 대죄 그랜드 크로스 - 신
- 원신 - 카에데하라 카즈하
- 월드 오브 워크래프트 - 선임기술자 이쉬카르, 조라크, 왕자 레나탈
- 오버워치 2 - 해저드
- 제2의 나라
- 주사위의 잔영 for Kakao - 롤랑
- 카운터스트라이크 온라인 - 액시온
- 커츠펠
- 콜 오브 듀티: 뱅가드 - 리처드 웹
- 킹스레이드 - 에스커, 루시키엘
- 파이널 판타지 14 - 모렌, 에렌빌, 카이로스
- 포트리스 사가 - 오스, 레비스
- 포르자 호라이즌 5 - 블록 파티 라디오
- 플래닛 코스터 2 - 켄타 스즈키
- 하스스톤 - 왕자 레나탈
- 히어로칸타레 - 진모리
- 호연 - 일랑
- METALLIC CHILD - 판, 셔티
- Pokémon UNITE - 아나운서
- VEILED EXPERTS - 이스터
- XXX보호구역 - 강지호

### 외화
- 미즈 마블 - 브루노(맷 린츠)
- 안도르 - 시릴 칸(카일 소예르)
- 저스티스
- 지랄발광 17세 - 어윈 킴 등

### 특촬물
- 가면라이더 세이버 (대원방송) - 서인화(가면라이더 세이버)
- 극장판 가면라이더: 세이버X젠카이저 슈퍼히어로 전기 - 서인화(가면라이더 세이버 / 가면라이더 크로스 세이버)
- 파워레인저 젠카이저 (대원방송) - 연애 월드
- 아머드 사우루스
- 스페이스 가디언 - 리쟈드
- 미라클 멜로디 (투니버스) - 캐논 아버지
- 퓨어엔젤 미라클 매직 (투니버스) - 답다비드

### 오디오 드라마 / 오디오 툰
- [오디오툰] 가비지타임 1부, 2부- 조신우
- 구원 앞 - 요한 외
- 나를 버려주세요 - 펠리스
- 데스매치(Death Match) : Holydoor, The Final - 제프
- 반칙 - 주상경 외
- 분장실 공기는 너무 진해
- 산타 스카우트 - 이든
- 욕망하다
- 채티 오디오 드라마 [괴담] 시즌1
- 키스톤 로맨틱 콤비 - 곽영준
- Boyfriend's
- DARK MOON: 달의 제단 - 크리스
- Maybe I'm Not Okay
- Keep Us Together - 신재우 외

### 오디오 북
- 가장 빨리 작가 되는 법 오디오클립
- 교동회관 밀실 살인사건 윌라
- 단 하루도 너를 사랑하지 않은 날이 없다
- 듣기만 잘했을 뿐인데 오디오 클립
- 세상에 단 한 권뿐인 시집 윌라
- 쓰레기를 비싼 값에 사다(곽재식, 1949 사설 탐정사)오디오클립
- 재벌 3세, 탑 프로듀서 되다 윌라
- 하쿠바 산장 살인사건 윌라
- 흑막이 내게 흑심을 숨긴다 윌라

### 다큐멘터리
- 북극곰 비하인드(디즈니+) - 플로리안, 제프, 라이언

### 내레이션 & MC
- 너의 목소리가 보여) - 8기, 9기
- 마이 보이프렌드 이즈 베러
- 양남자쇼
- 신양남자쇼
- 젤다의 전설 꿈꾸는 섬(2019) - 소개영상
- 젤다의 전설 브레스 오브 더 와일드 - 소개영상,스토리 소개 영상
- 젤다의 전설 티어스 오브 더 킹덤 - CM
- 프렌즈타임 - MC
- 한식대첩 시즌3 - 우승자레시피 내레이션

### 기타
- MrBeast - MrBeast 한국어 트랙 - 놀란 한센
- 아이네의 집사카페 - 앙리 s 마르세이유
- 클래시 어 라마 - 마을 장인, 나무꾼
- 현대모비스 "배틀 로얄 카 레이싱, DOA 2022" - 정주행